# Ateuchus oblongum
Ateuchus oblongum là một loài bọ cánh cứng trong họ Bọ hung (Scarabaeidae).